# Доганела (Латина)
Доганела је насеље у Италији у округу Латина, региону Лацио.
Према процени из 2011. у насељу је живело 50 становника. Насеље се налази на надморској висини од 34 м.